# Diphasia digitalis
Diphasia digitalis is een hydroïdpoliep uit de familie Sertulariidae. De poliep komt uit het geslacht Diphasia. Diphasia digitalis werd in 1852 voor het eerst wetenschappelijk beschreven door Busk. 